# Alexander Nevski-kathedraal (Simferopol)
De Alexander Nevski-kathedraal (Oekraïens: Олександро-Невський собор, Russisch: Александро-Невский собор) is een orthodoxe kathedraal in de Oekraïense stad Simferopol. De kerk werd in de jaren 1930 vernietigd, maar wordt sinds 2003 herbouwd. 

## Geschiedenis
Na de Russische verovering van de Krim ontvouwde Catharina de Grote haar plannen voor de bouw van de kathedraal als een van de eerste grote gebouwen van de door haar gestichte stad. Vanwege het overlijden van Grigori Potjomkin (1791) en later ook Catharina zelf (1796) kwam de bouw niet van de grond. Op initiatief van enkele geestelijken werd er in het begin van de 19e eeuw opnieuw een poging gedaan om de kathedraal van de grond te krijgen. In 1810 werd er dan eindelijk bij een steile oever van de Salgir-rivier een begin gemaakt met de bouw. In Sint-Petersburg begon men voor de nieuwe kathedraal alvast met het schilderen van een dertigtal iconen, die vervolgens naar Simferopol werden gezonden, maar de veldtocht van Napoleon naar Rusland in 1812 gooide roet in het eten. Alle mankracht en materiaal moesten worden ingezet om het land te verdedigen, zodat de bouwwerkzaamheden noodgedwongen werden stopgezet. Het plan om de kathedraal na de oorlog te voltooien mislukte omdat een storm in het voorjaar van 1813 de constructie beschadigde.
Tsaar Alexander gelaste in 1816 een onderzoek naar de nog niet-voltooide kathedraal. Op grond van de grote scheuren in het muurwerk adviseerden de onderzoekers om voor de kathedraal een ander stuk bouwgrond te zoeken. Nadat een nieuwe plaats was gevonden in het centrum van de stad werd ten slotte op 12 maart 1823 de eerste steen gelegd voor de kathedraal. Op 3 juni 1829 vond de plechtige inwijding plaats. In verband met de groei van de stad werd de kathedraal in de loop van de 19e eeuw herhaaldelijk vergroot. 

## De kathedraal tijdens de Sovjet-periode
Gevechten tussen revolutionairen en contra-revolutionairen beschadigden de klokkentoren in 1918. Later, in december 1922, werd de kerk net als veel andere kerkgebouwen in Simferopol gesloten voor de eredienst. Voor enige tijd werd de kathedraal nog gebruikt voor de opslag van in beslag genomen kerkelijke goederen. In een poging het gebouw te ontdoen van haar religieuze uitstraling en het een meer burgerlijk karakter te geven werden in 1929 kruisen en christelijke symbolen verwijderd en de klokkentoren afgebroken. Uiteindelijk werd in 1930 besloten om de kathedraal te vernietigen. Nog hetzelfde jaar werd in de nacht van 27 september tijdens het orthodoxe Kruisverheffingsfeest de kathedraal opgeblazen.

## Herbouw
In 1999 besloten de Hoge Raad van de Autonome Republiek van de Krim en het bisdom tot de reconstructie van de kathedraal op de oorspronkelijk plaats. De herbouw van de nieuwe kathedraal vindt in een gewijzigde vorm plaats.

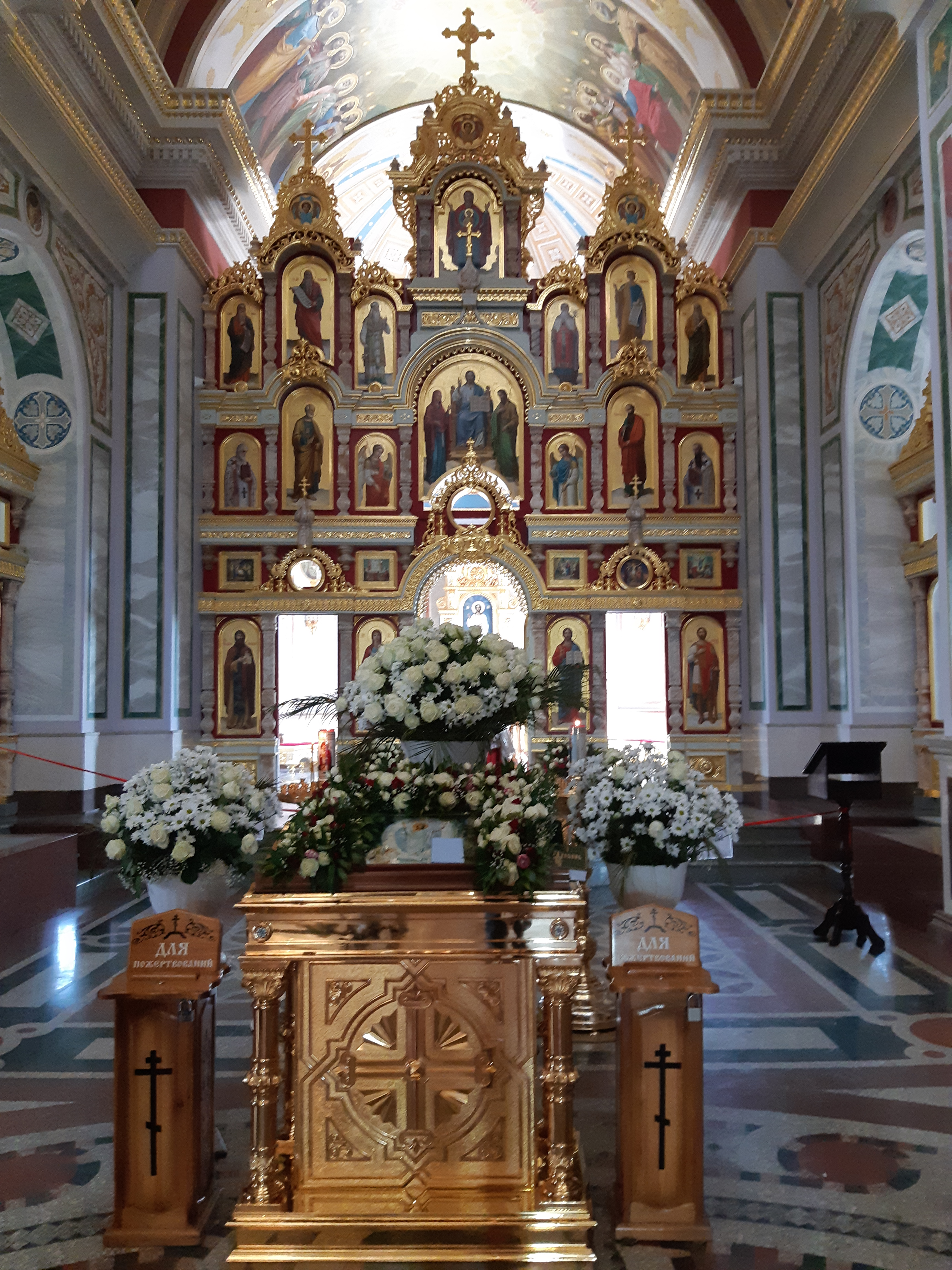
De iconostase van de Alexander Nevski-kathedraal